# Pentaquarc

Un pentaquarc generic. q indică un quark iar '̅'̅q̅'̅'̅ indică un antiquarc. Liniile șerpuite sunt gluoni, care mediază interacțiunea tare dintre quarcuri. Culorile corespund variatelor sarcini color ale quarcurilor. Culorile roșu, verde și albastru trebuie să fie prezente fiecare iar quarcul și antiquarcul rămași trebuie să împărtășească culoarea și anticuloarea corespondentă, aici fiind alese albastrul și antialbastrul (adică galbenul).

O diagramă a pentaquarcului de tip P posibil descoperit în iulie 2015, arătând aromele fiecărui quark și o posibilă configurație a quarcurilor.

O potrivire cu spectrul de masă invariant J/ψp pentru dezintegrarea Λ→J/ψKp, cu fiecare componentă potrivită indicată individual. Contribuția pentaquarcurilor este indicată de histogramele hașurate.

Diagramă Feynman reprezentând dezintegrarea barionului lambda Λ intr-un kaon K și un pentaquarc P.

Un pentaquarc (scris și pentaquark sau pentacuarc) este o particulă subatomică ipotetică, constituită din patru quarcuri și un antiquarc confinate.
Quarcurile având un număr barionic de +1⁄3, iar antiquarcurile de −1⁄3, acesta ar avea un număr barionic total cu valoarea 1, prin urmare fiind clasificat ca un barion exotic. Prin contrast, barionii obișnuiți (sau „triquarcuri”)—care de asemenea au un număr barionic total cu valoarea 1—sunt formați din trei quarcuri. Numele „pentaquark” a fost propus de Harry J. Lipkin în 1987, cu toate că posibilitatea existenței particulelor cu 5 quarcuri a fost identificată din 1964 când Murray Gell-Mann a postulat pentru prima dată existența quarcurilor. Deși preziși cu decenii în urmă, pentaquarcurile s-au dovedit a fi surprinzător de dificil de descoperit, unii fizicieni începând să suspecteze că o lege necunoscută a naturii împiedică producerea lor.
Prima revendicare a descoperirii pentaquarcurilor a fost înregistrată la LEPS în Japonia în 2003, iar câteva experimente de pe la mijlocul anilor 2000 au raportat de asemenea descoperirea altor stări pentaquarc. Cu toate acestea, rezultatele obținute de LEPS nu au putut fi reproduse de alte laboratoare, iar celelalte descoperiri ale pentaquarcurilor nu au fost acceptate din cauza datelor insuficiente și analizei statistice. Pe 13 iulie 2015, colaborarea LHCb de la CERN a raportat rezultate care corespund cu stările de pentaquarc în dezintegrarea barionilor lambda bottom (Λ0
b). Rezultatele nu au fost încă supuse evaluării inter pares.
În afara laboratoarelor de fizica particulelor, pentaquarcurile ar putea fi produse și pe cale naturală de către supernove ca parte a procesului formării unei stele neutronice.